# 玛丽娜·马利科维奇
玛丽娜·马利科维奇（1981年9月26日—），法国、塞尔维亚篮球教练。她曾带领塞尔维亚参加2016年和2020年夏季奥林匹克运动会篮球比赛，其中队伍在2016年奥运会获得一枚铜牌。